# Strömsund (plaats)
Strömsund (Samisch: Straejmie) is de hoofdplaats van de gemeente Strömsund in het landschap Jämtland en de provincie Jämtlands län in Zweden. De plaats heeft 3516 inwoners (2005) en een oppervlakte van 365 hectare.

## Verkeer en vervoer
Bij de plaats lopen de E45, Länsväg 339, Länsväg 342 en Länsväg 345.
De plaats heeft een station aan de spoorlijn Gällivare - Kristinehamn.

## Geografie
Strömsund is gelegen in een breed rivierdal Ströms Vattudal, waarin het meer Dragan ligt. Strömsund is gebouwd op de beide oevers van een engte in het meer. Voor de Europese weg 45 is een brug over die engte aangelegd. De spoorlijn Inlandsbanan blijft vreemd genoeg aan de oostzijde van het meer en voegt zich pas veel later weer bij de weg. Aan Strömsund zitten nog twee dorpen vast: Ulriksfors in het oosten en Ström in het zuiden. De plaatselijke camping bevindt zich in Ström.